# Marie Colvin
Marie Catherine Colvin (ur. 12 stycznia 1956 w Oyster Bay, zm. 22 lutego 2012 w Himsie) – amerykańska dziennikarka, korespondentka wojenna pracująca dla The Sunday Times. Zginęła podczas walk w Himsie razem z Rémim Ochlikiem.